# Rău

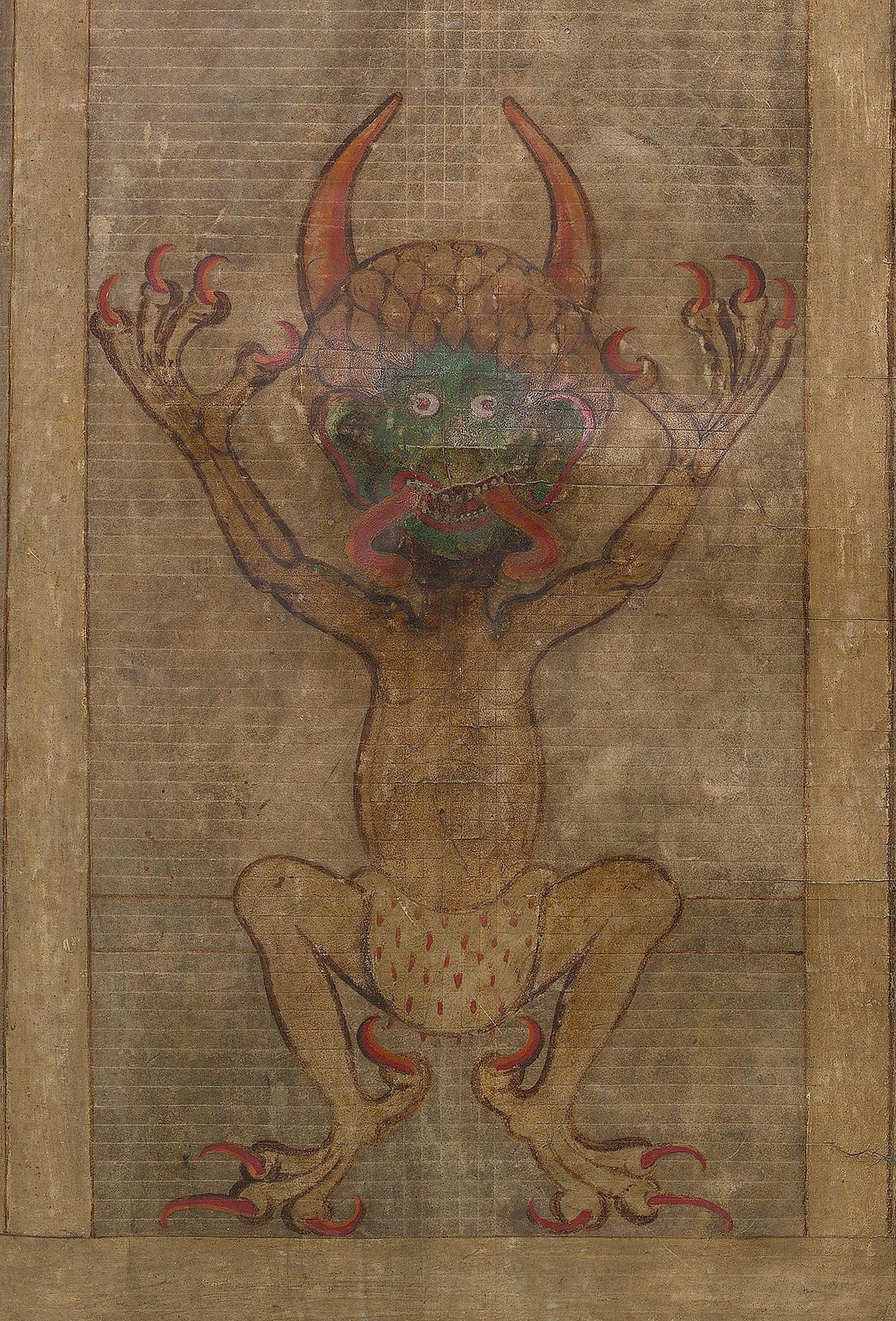
Satan este personificarea răului în religiile avraamice. Miniatură din Codex Gigas.

Răul este considerat a fi opusul binelui. Răul este cauza relelor intenții sau încălcarea în mod deliberat a unui cod moral. De-a lungul timpului s-au pus numeroase întrebări despre natura răului. Multe religii au opinii puternice despre natura răului. În unele religii, răul este o forță activă, adesea personificată ca o entitate, cum ar fi Satan sau Angra Mainyu.

## În creștinism
În teologia creștină, răul a intrat în lume la căderea îngerului Lucifer din Eden. El se răzbuna pe Dumnezeu îndepărtându-i creațiile de el. Lucifer a luat forma unui șarpe pentru ai păcăli pe Adam și Eva  . Conform lui Leibniz, anticii numeau păcatul lui Adam drept felix culpa, adică o greșeală din care a izvorât actul cel mai nobil cu putință, sacrificiul lui Isus Hristos. El argumentează acest punct de vedere citând tezele Sfântului Augustin, care sublinia în repetate rânduri că Dumnezeu a permis răul doar pentru a produce un bine cât mai mare și ale Sfântului Toma, care arăta că permiterea răului lucrează spre binele universului.

## Filozofie

### Filozofia morală chineză
Atât în cazul budismului, cât și în confucianism sau în taoism nu există nici un analog direct cu modul în care binele și răul se opun, deși referirea la influența demonică este comună în religia tradițională chineză.  Principala preocupare a confucianismului ține de  relațiile sociale corecte și comportamentul adecvat al omului. Astfel răul ar corespunde unui comportament greșit.

### Filozofie vestică

#### Spinoza
Benedict de Spinoza spunea:
1. Prin bine, înțeleg ceea ce știm cu siguranță că ne este util.
2. Prin rău, din contră, înțeleg ceea ce cu siguranță știm că ne împiedică să avem ceva bun.[5]